# Colobanthus bolivianus
Colobanthus bolivianus là loài thực vật có hoa thuộc họ Cẩm chướng. Loài này được Pax mô tả khoa học đầu tiên năm 1909.